# سدلر (تگزاس)
سدلر، تگزاس(به انگلیسی: Sadler, Texas) شهری در ایالت تگزاس از ایالات جنوبی ایالات متحده آمریکا است. در سرشماری سال ۲۰۰۰، جمعیت این شهر ۴۰۴ نفر اعلام شد.